# Flervariabelanalys
Flervariabelanalys är en utökning av matematisk analys med en  variabel, till analys med flera variabler där differentialekvationer och integraler innehåller fler variabler än en.